# 浅香山病院

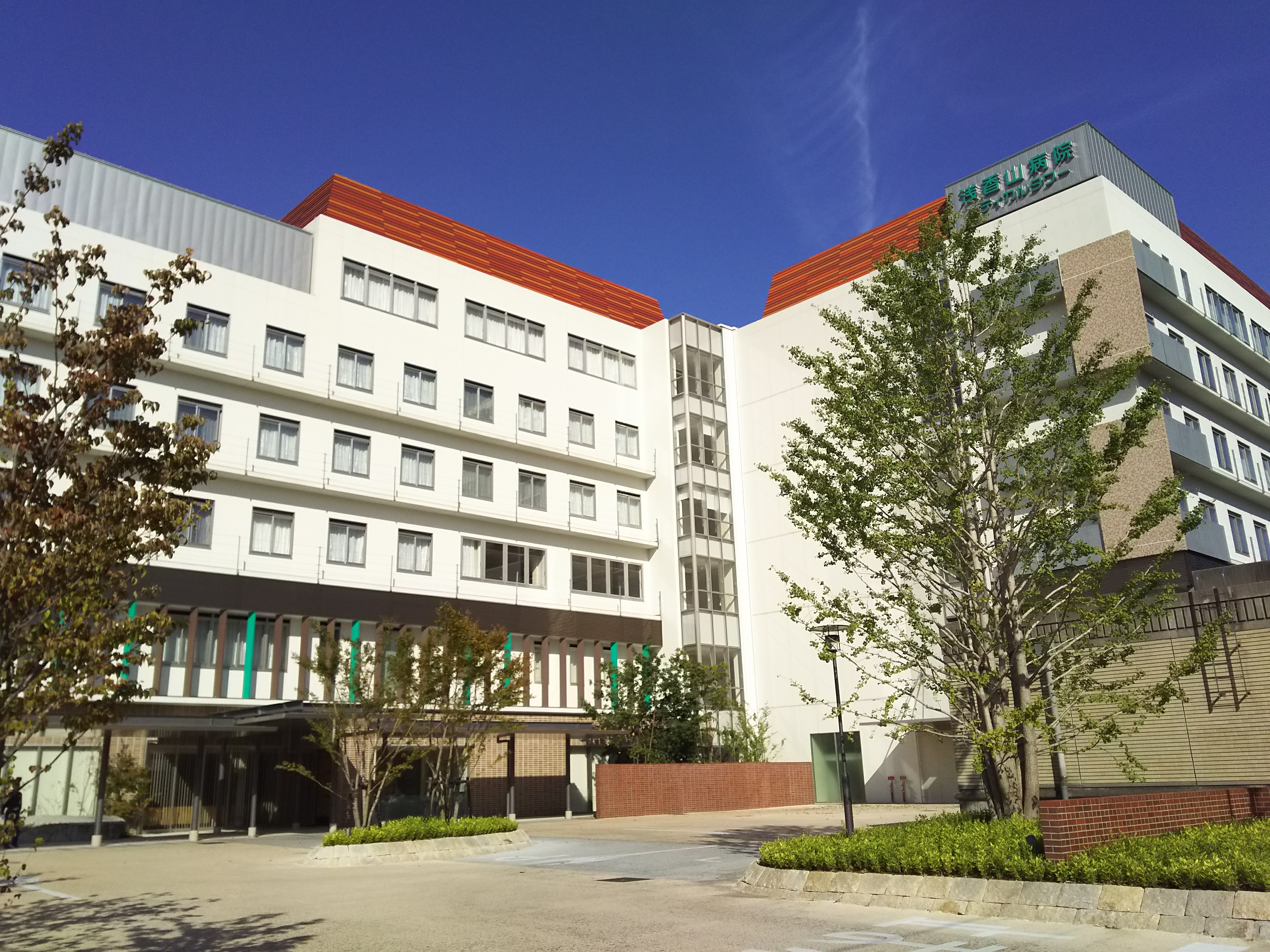
メディカルタワー

浅香山病院（あさかやまびょういん）は、大阪府堺市にある医療機関。精神科病院の堺脳病院と内科を中心とする総合病院である旧浅香山病院が合併して設立された。そのため精神科救急と一般救急ともに発達した医療機関となっている。
公益財団法人日本医療機能評価機構認定病院。

## 沿革

### 堺脳病院
- 1922年 - 設立。

### 旧浅香山病院
- 1940年 - 精神科患者の内科合併症治療施設として浅香山保養所を設立。
- 1948年 - 内科病院として浅香山病院に名称変更。
- 1950年 - 財団法人浅香山病院を設立。
- 1960年 - 旧医療法に基づく総合病院と認定。

### 合併後
- 1971年 - 附属高等看護学院を開設。
- 1990年 - 大阪府老人性認知症センター（現認知症疾患医療センター）事業開始。
- 2012年 - 公益財団法人 浅香山病院へ法人名称変更。

## 診療科目
- 内科
- 呼吸器科
- 循環器科
- 腎臓科
- 緩和ケア内科
- 精神科
- 外科
- 整形外科
- リハビリテーション科
- ペインクリニック（麻酔科）
- 眼科
- 婦人科
- 皮膚科
- 耳鼻咽喉科
- 放射線科
- 歯科

## 医療機関指定
（この節の出典）
| 保険医療機関 | 労災保険指定病院 |
| 生活保護法指定病院（中国残留邦人等の円滑な帰国の促進並びに永住帰国した中国残留邦人等及び特定配偶者の自立の支援に関する法律（平成六年法律第三十号）に基づく指定医療機関を含む。） | 臨床研修病院 |
| 指定自立支援病院（更生医療） | 特定疾患治療研究事業委託医療機関 |
| 原子爆弾被害者一般疾病医療取扱病院 | DPC対象病院 |
| 精神保健指定医の配置されている医療機関 | 指定自立支援医療機関（精神通院医療） |
| 無料低額診療事業実施医療機関 | 身体障害者福祉法指定医の配置されている医療機関 |
| 精神保健及び精神障害者福祉に関する法律（昭和二十五年法律第百二十三号）に基づく指定病院又は応急入院指定病院                                                                       | 医療保護施設（中国残留邦人等の円滑な帰国の促進並びに永住帰国した中国残留邦人等及び特定配偶者の自立の支援に関する法律に基づく医療保護施設を含む。) |
| 公害医療機関 | |

このほか、各種法令による指定・認定病院であるとともに、各学会の認定施設でもある。

## 文化財
1998年 (平成10年) 9月2日、以下が登録有形文化財となった。

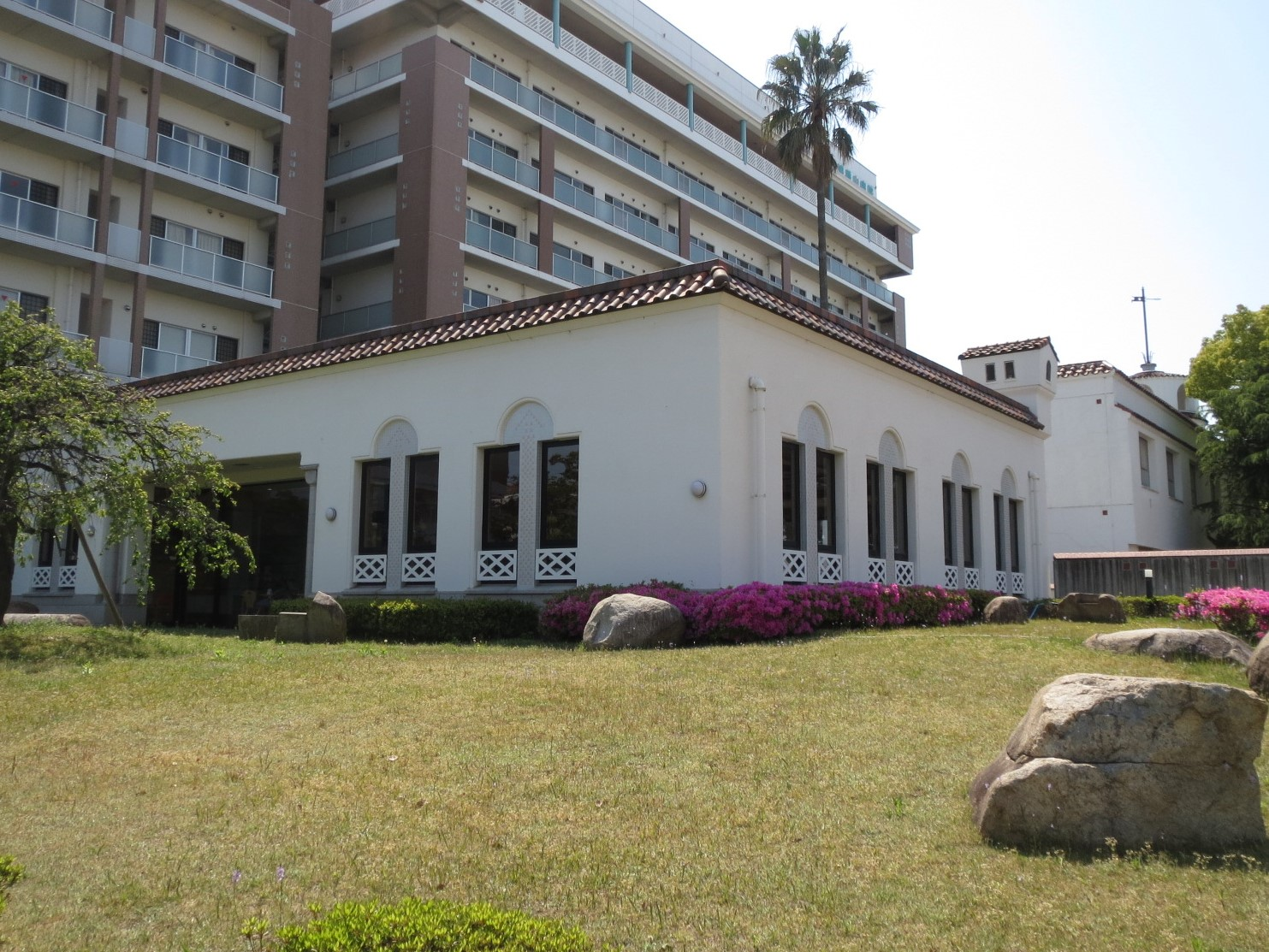
白塔

- 白塔 – 1937年 (昭和12年)築、鉄筋コンクリート造2階建、瓦葺き、建築面積627平方メートル。堺脳病院として建設。創立者の意向によりスパニッシュスタイルを採用し、白いスタッコ壁が清潔感を醸す。事務所棟として使用され、背後に病棟をパビリオン式に配置[5]。
- 西棟 - 1937年築、鉄筋コンクリート造2階建、瓦葺き、建築面積271平方メートル。設計・施工は清水組大阪支店。白塔西に配置され、創建時は女子の一等病室等に充てられた。外壁面の凸凹やスペイン瓦が特徴的である[6]。

## 交通アクセス
- 南海電気鉄道南海高野線「浅香山駅」より徒歩5分
- JR阪和線「浅香駅」より徒歩10分
- 阪堺電気軌道阪堺線「綾ノ町停留場」より徒歩15分